# تشارلز جاستن بيلي
تشارلز جاستن بيلي (بالإنجليزية: Charles Justin Bailey)‏ هو ضابط أمريكي، ولد في 21 يونيو 1859 في تاماقوا في الولايات المتحدة، وتوفي في 21 سبتمبر 1946 في جيمستاون في الولايات المتحدة.